# 緑簾石
緑簾石（りょくれんせき、epidote、エピドート）は鉱物（ケイ酸塩鉱物）の一種。緑簾石グループに属し、化学組成は Ca2Fe3+Al2(Si2O7)(SiO4)O(OH)、単斜晶系。
火成岩や変成岩にふつうに見られる。特に緑色片岩に多く含まれる。